# Nate Fox
Nathaniel Justin Fox, detto Nate (Plainville, 14 aprile 1977 – Chicago, 22 dicembre 2014), è stato un cestista statunitense, professionista in Europa.

## Palmarès
- Campionato estone: 1

Kalev/Cramo: 2008-09